# ミレニアムライン
ミレニアムライン（英: Millennium Line）は、カナダメトロバンクーバーにあるトランスリンクが運営するバンクーバー・スカイトレインの路線である。VCC・クラーク駅とラファージレイク・ダグラス駅を結んでいる。

## 概要
2002年に17年ぶり2番目のスカイトレインの路線として開通した路線で、VCC・クラーク駅からラファージレイク・ダグラス駅までの運行となっている。
開通前はエバーグリーンラインと呼ばれていたエバーグリーン延伸区間は、コキットラム市を走る新線として2012年に着工され、2016年12月2日に開通した。もともとは路面電車として計画されていたが、エキスポラインやミレニアムラインと同じシステムとして建設されることとなった。開通後はミレニアムラインと統合された。エバーグリーン延伸区間が開業する以前は始発のウォーターフロント駅からコロンビア駅まではエキスポラインに乗り入れ同じ駅に停車し、そこからサイモンフレーザー大学などのあるバーナビー北部を通り、VCC・クラーク駅までの運行形態としていた。
また、2018年にはブロードウェイ地下鉄事業としてVCC・クラーク駅からアビュータス駅までの区間の延伸が決まり、2020年には建設が開始され、2026年に完成予定となっている。この部分はブロードウェイ通りに沿って地下を走る地下鉄となる。その先、さらにブリティッシュコロンビア大学(UBC)方面への延伸が検討されている。

## 駅
| 駅                                                                 | 営業キロ | 開通年 | 接続路線、施設                                          | 方式 |
| ------------------------------------------------------------------ | -------- | ------ | ------------------------------------------------------- | ---- |
| VCC・クラーク駅 (VCC–Clark)                                        | 0.0      | 2006年 |                                                         | 高架 |
| コマーシャル・ブロードウェイ駅 (Commercial–Broadway)               |          | 2002年 | ■エキスポライン                                         | 高架 |
| レンフリュー駅 (Renfrew)                                           |          | 2002年 |                                                         | 高架 |
| ルパート駅 (Rupert)                                                |          | 2002年 |                                                         | 高架 |
| ギルモア駅 (Gilmore)                                               |          | 2002年 |                                                         | 高架 |
| ブレントウッド・タウンセンター駅 (Brentwood Town Centre)           |          | 2002年 |                                                         | 高架 |
| ホルドム駅 (Holdom)                                                |          | 2002年 |                                                         | 高架 |
| スパーリング・バーナビーレイク駅 (Sperling–Burnaby Lake)           |          | 2002年 |                                                         | 高架 |
| レイク・シティ・ウェイ駅 (Lake City Way)                           |          | 2003年 |                                                         | 高架 |
| プロダクションウェイ・ユニバーシティ駅 (Production Way–University) |          | 2002年 | ■エキスポライン・ローヒード支線、サイモンフレーザー大学 | 高架 |
| ローヒード・タウンセンター駅 (Lougheed Town Centre)                |          | 2002年 | ■エキスポライン・ローヒード支線                         | 高架 |
| バーキットラム駅 (Burquitlam)                                      |          | 2016年 |                                                         | 高架 |
| ムーディー・センター駅 (Moody Centre)                              |          | 2016年 | ■ウエストコーストエクスプレス                           | 高架 |
| インレット・センター駅 (Inlet Centre)                              |          | 2016年 |                                                         | 地上 |
| コキットラム・セントラル駅 (Coquitlam Central)                     |          | 2016年 | ■ウエストコーストエクスプレス                           | 高架 |
| リンカーン駅 (Lincoln)                                             |          | 2016年 |                                                         | 高架 |
| ラファージレイク・ダグラス駅 (Lafarge Lake–Douglas)                | 31.2     | 2016年 |                                                         | 高架 |

### 建設中区間
| 駅                                                       | 営業キロ | 開通年         | 接続路線、施設 | 方式 |
| -------------------------------------------------------- | -------- | -------------- | -------------- | ---- |
| アビュータス駅 (Arbutus)                                 |          | 2026年開業予定 |                | 地下 |
| サウスグランビル駅 (South Granville)                     |          | 2026年開業予定 |                | 地下 |
| フェアビュー・VGH駅 (Fairview–VGH)                       |          | 2026年開業予定 |                | 地下 |
| ブロードウェイ・シティホール駅 (Broadway–City Hall)      |          | 2002年         | ■カナダライン  | 地下 |
| マウント・プレザント駅 (スカイトレイン) (Mount Pleasant) |          | 2026年開業予定 |                | 地下 |
| グレート・ノーザンウェイ駅 (Great Northern Way)          |          | 2026年開業予定 |                | 地下 |
| VCC・クラーク駅 (VCC–Clark)                              |          | 2006年         |                | 高架 |

## ギャラリー

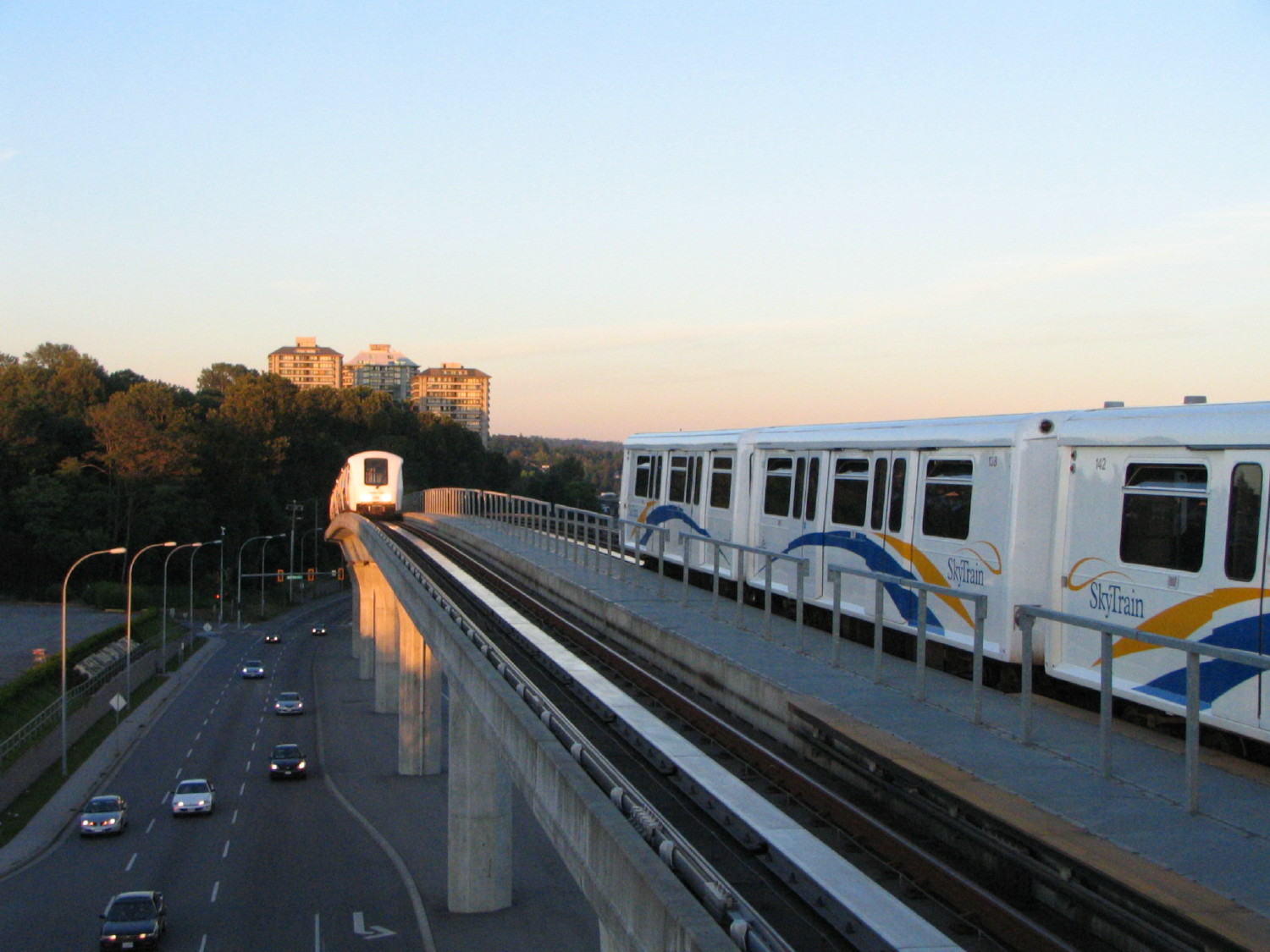
ミレニアムラインの車両
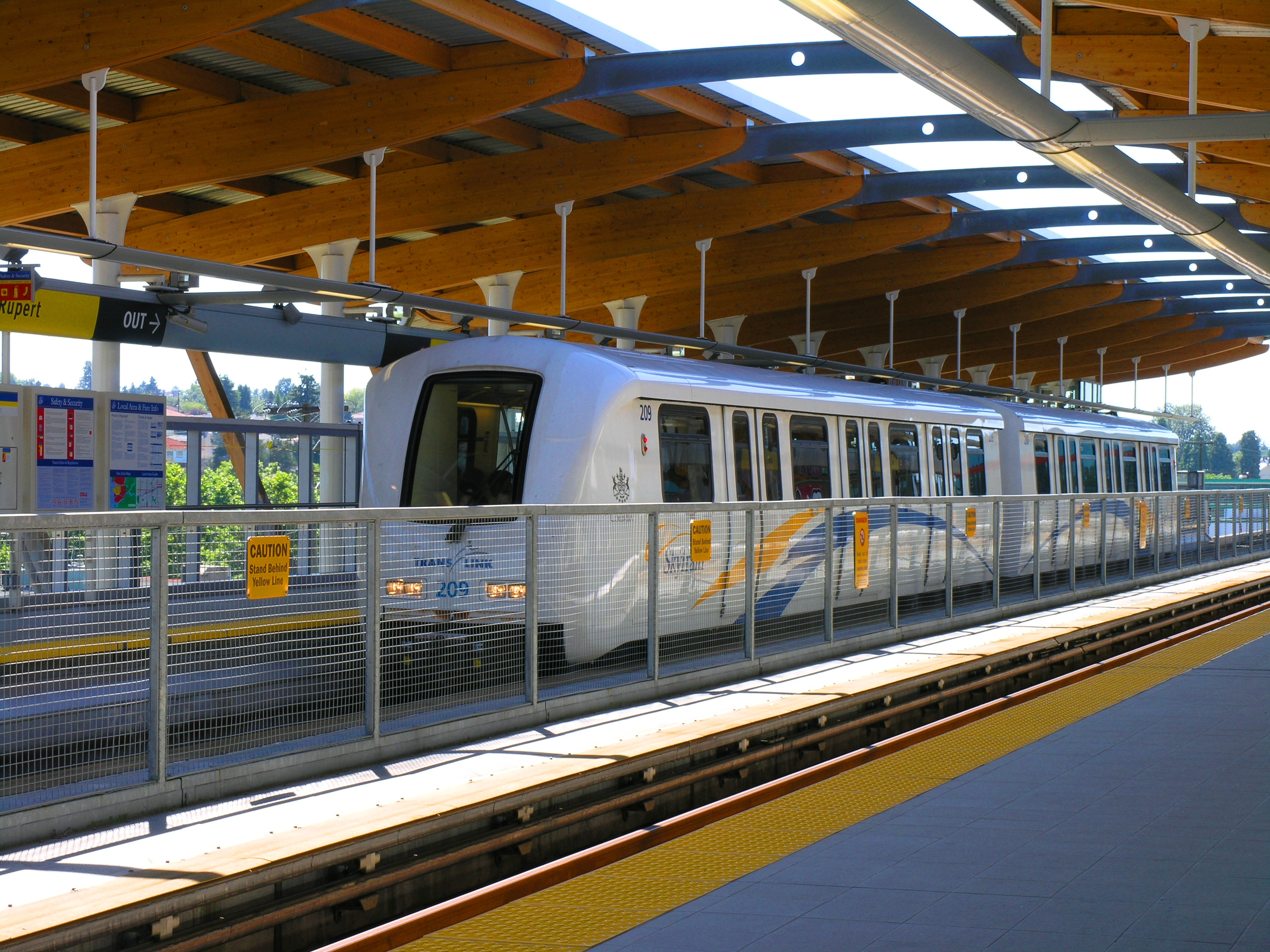
ミレニアムラインを走るMark II車両
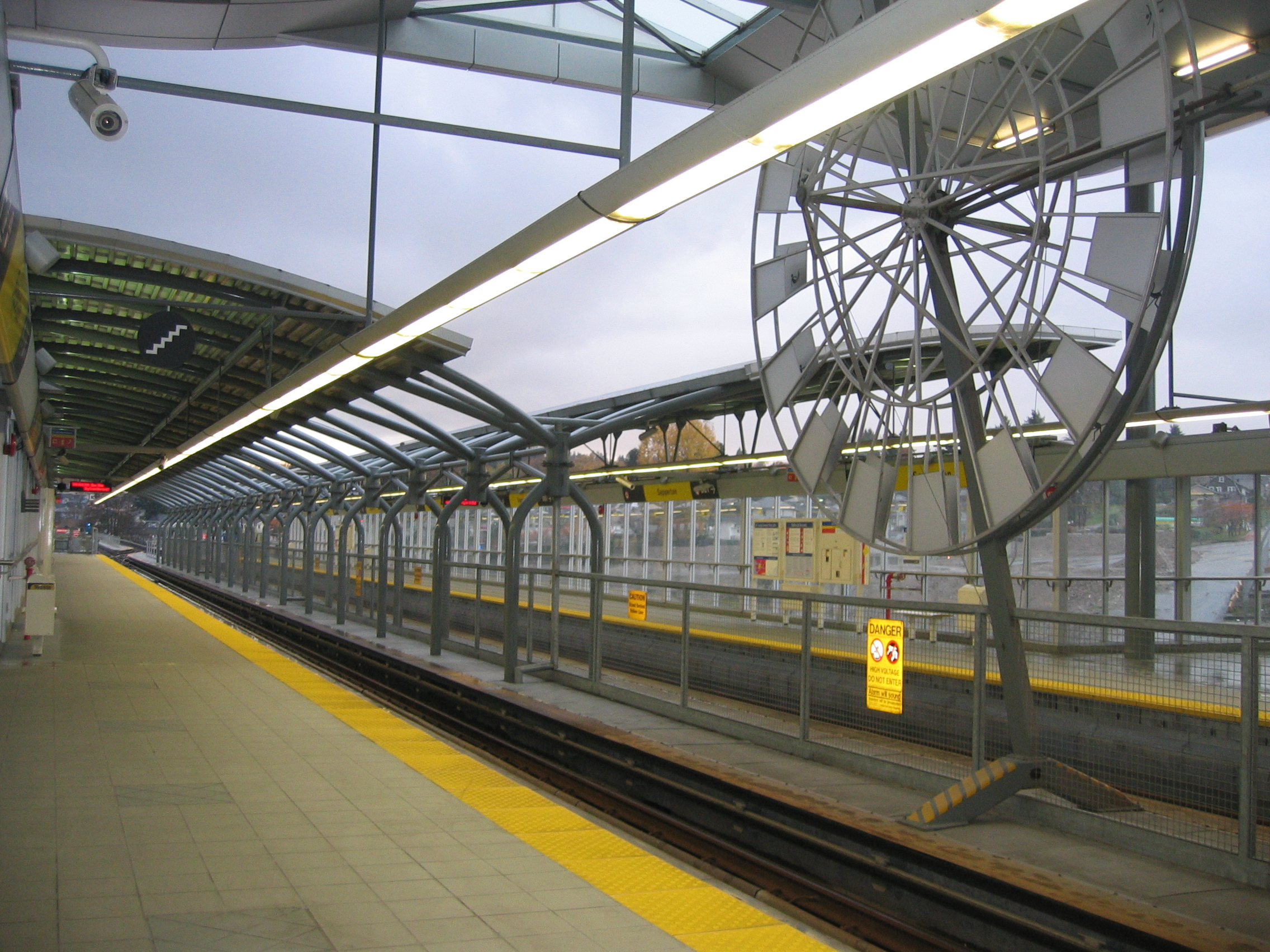
ミレニアムラインのサッパートン駅
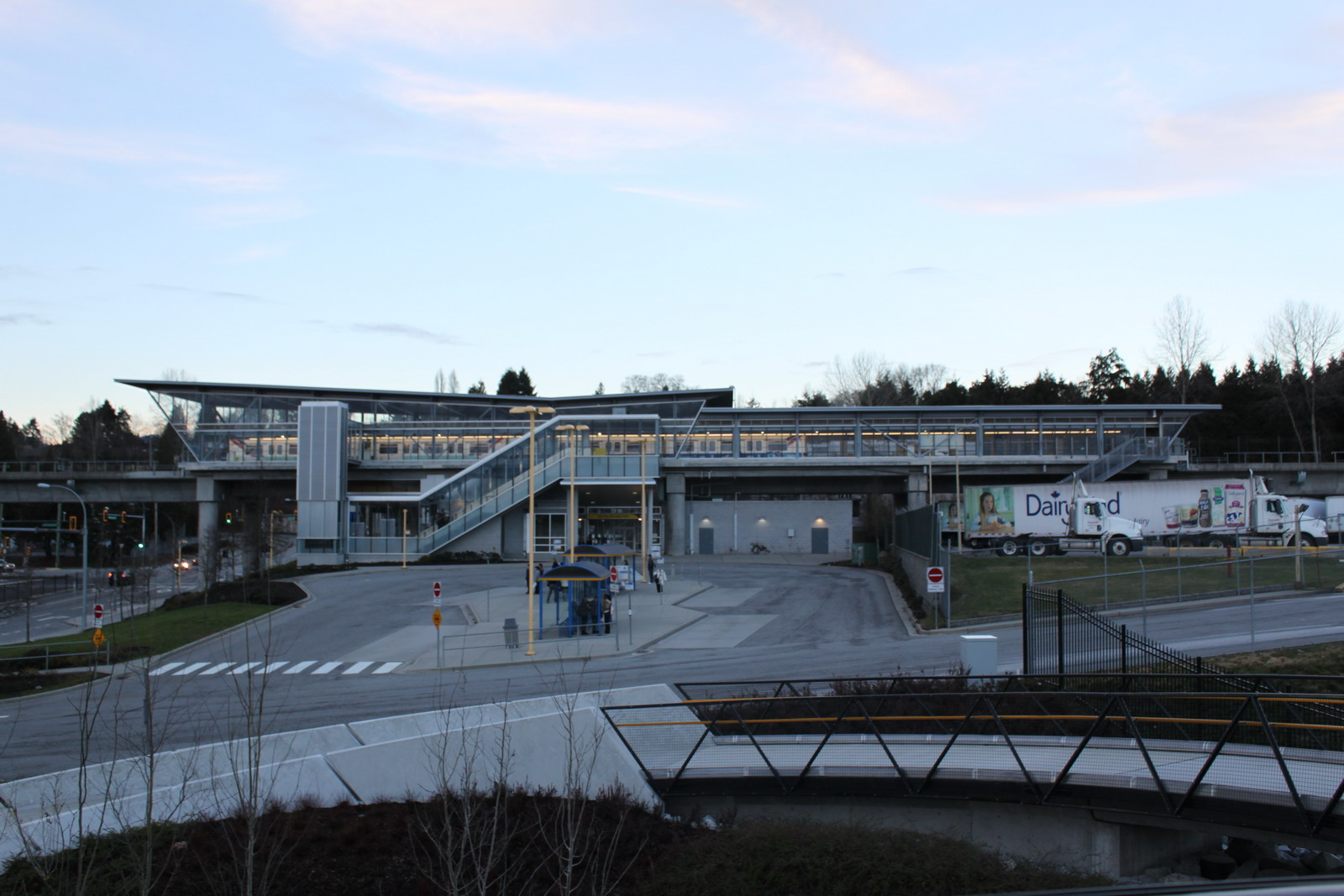
ミレニアムラインのスパーリング・バーナビーレイク駅
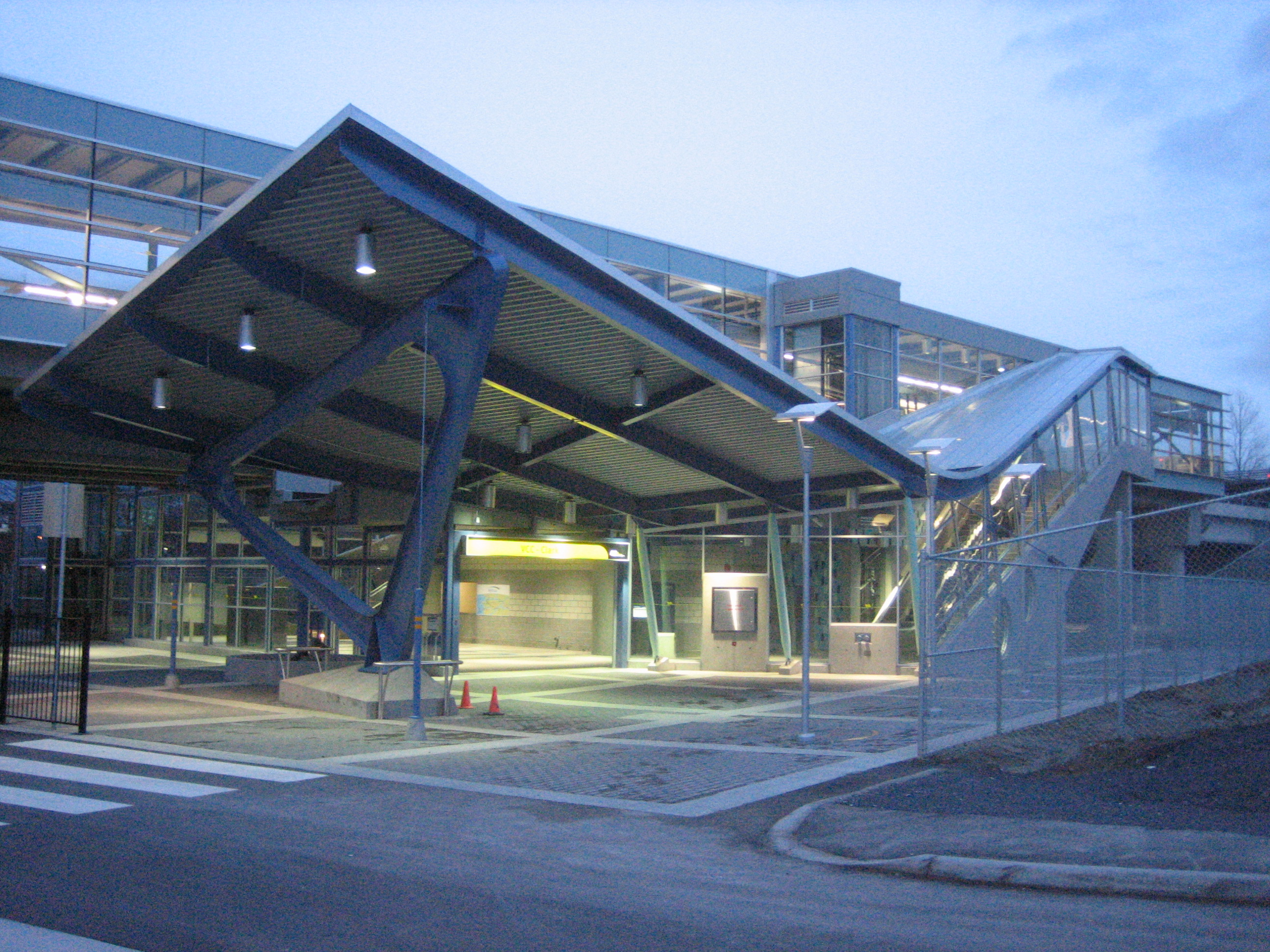
ミレニアムラインのVCC・クラーク駅
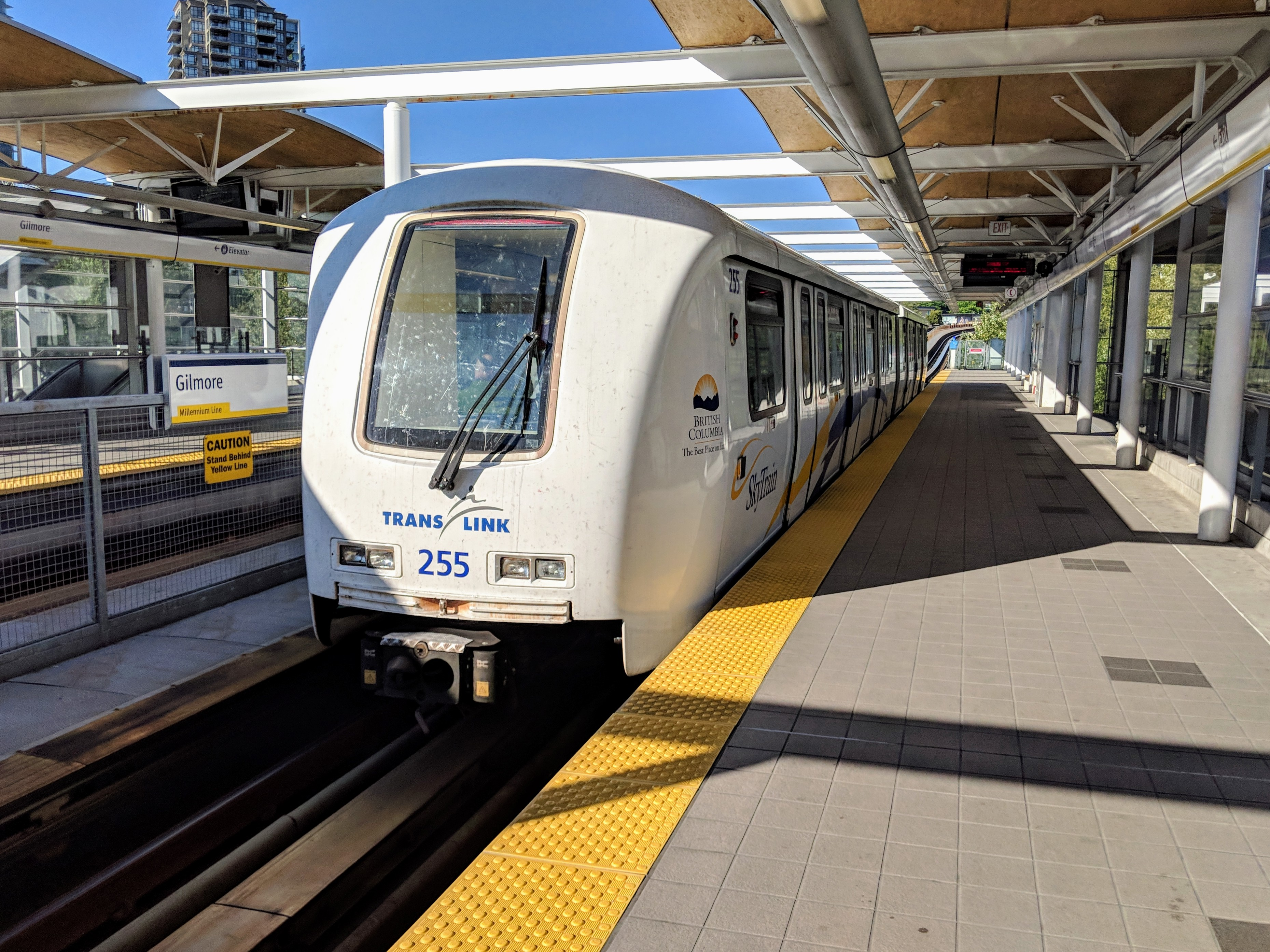
ギルモア駅
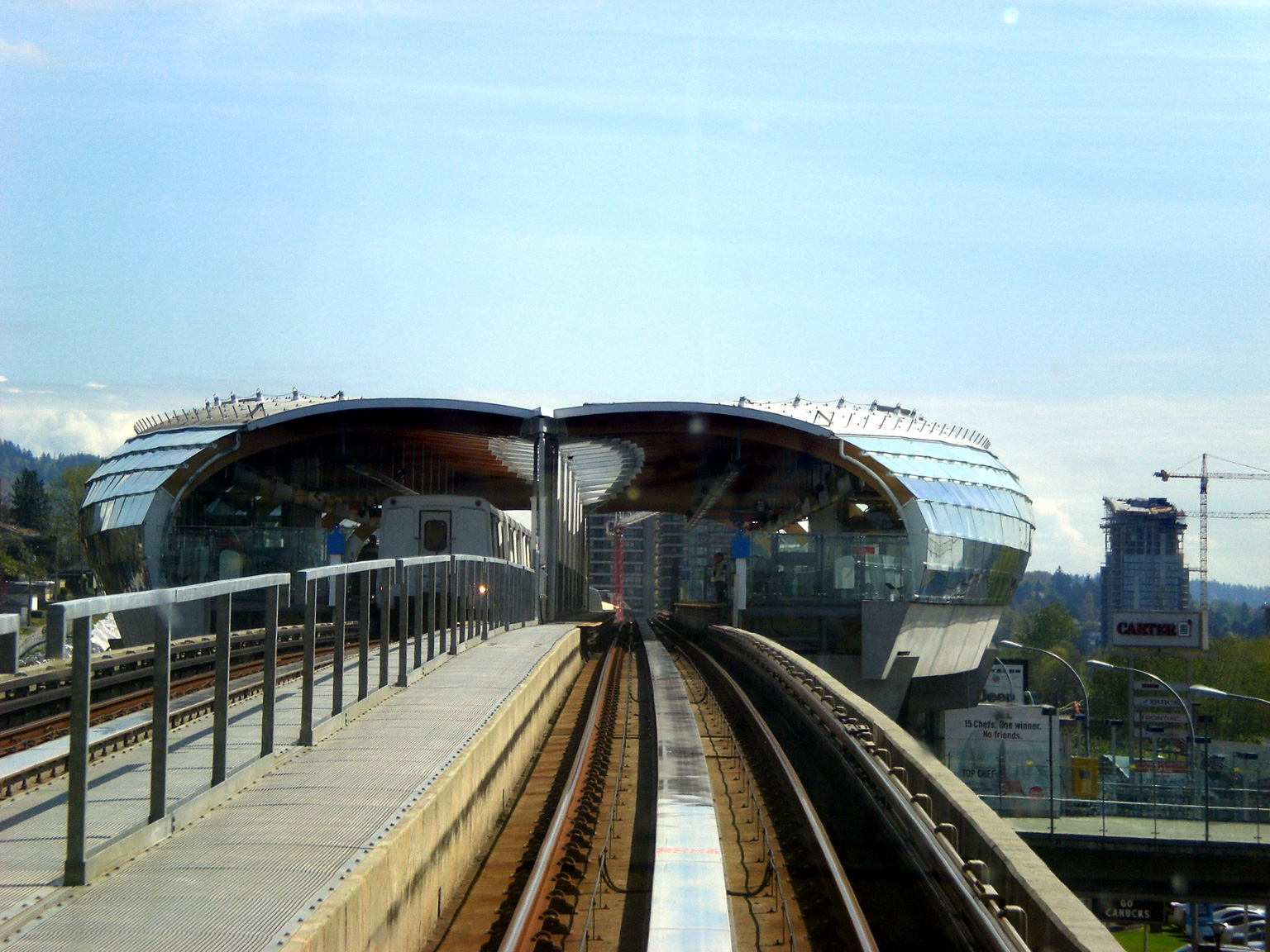
ブレントウッド・タウンセンター駅
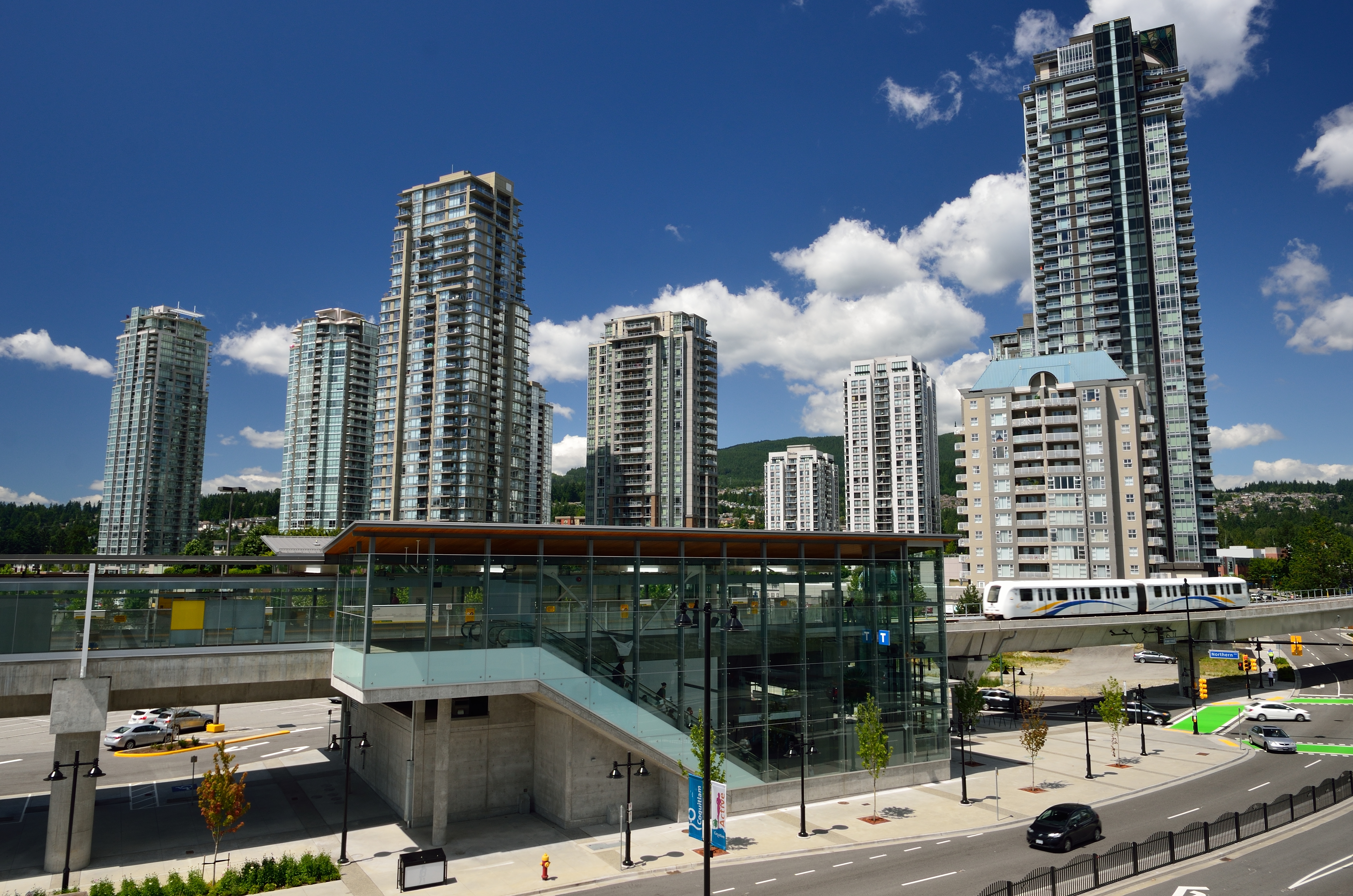
リンカーン駅
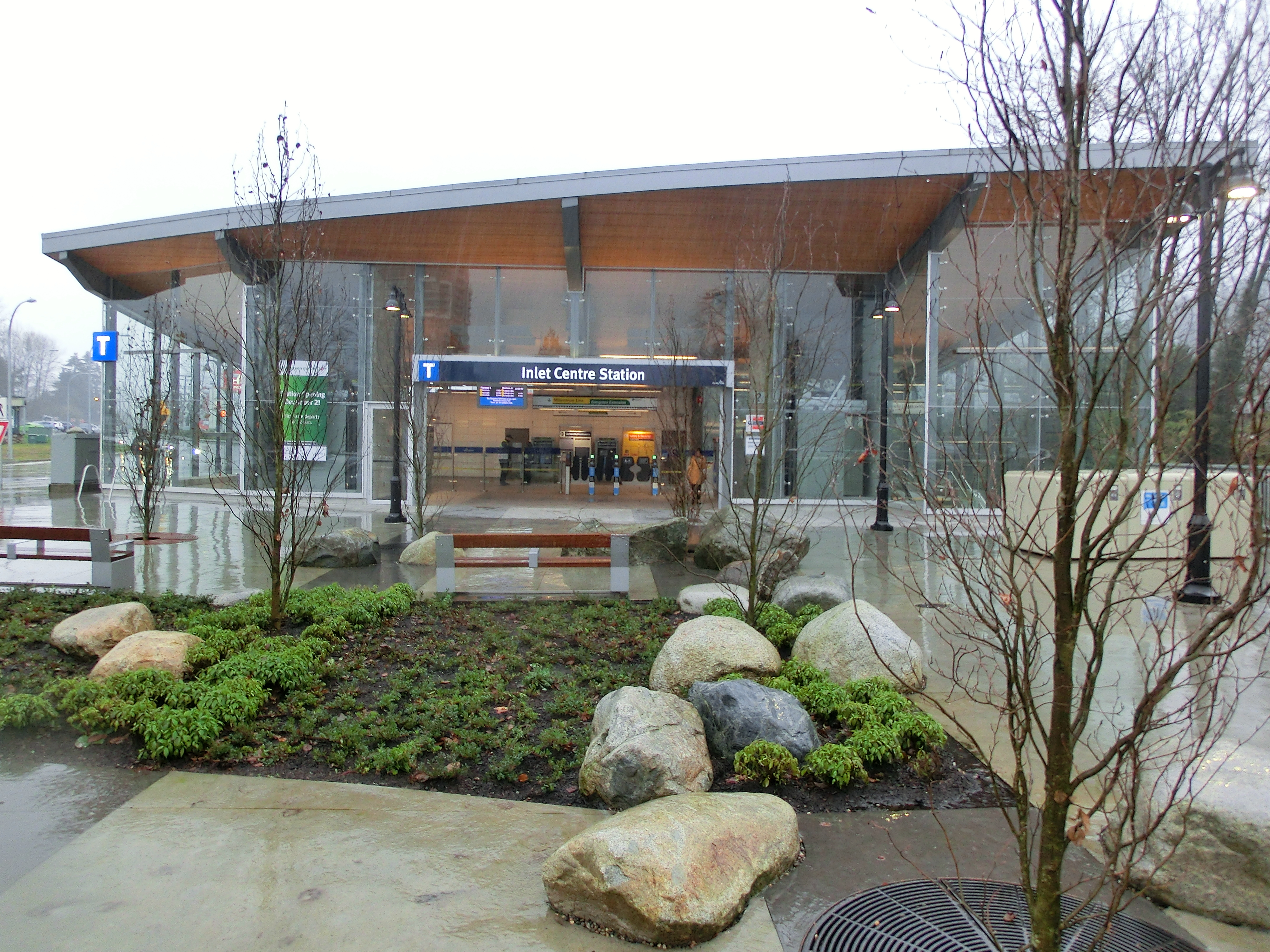
インレットセンター駅
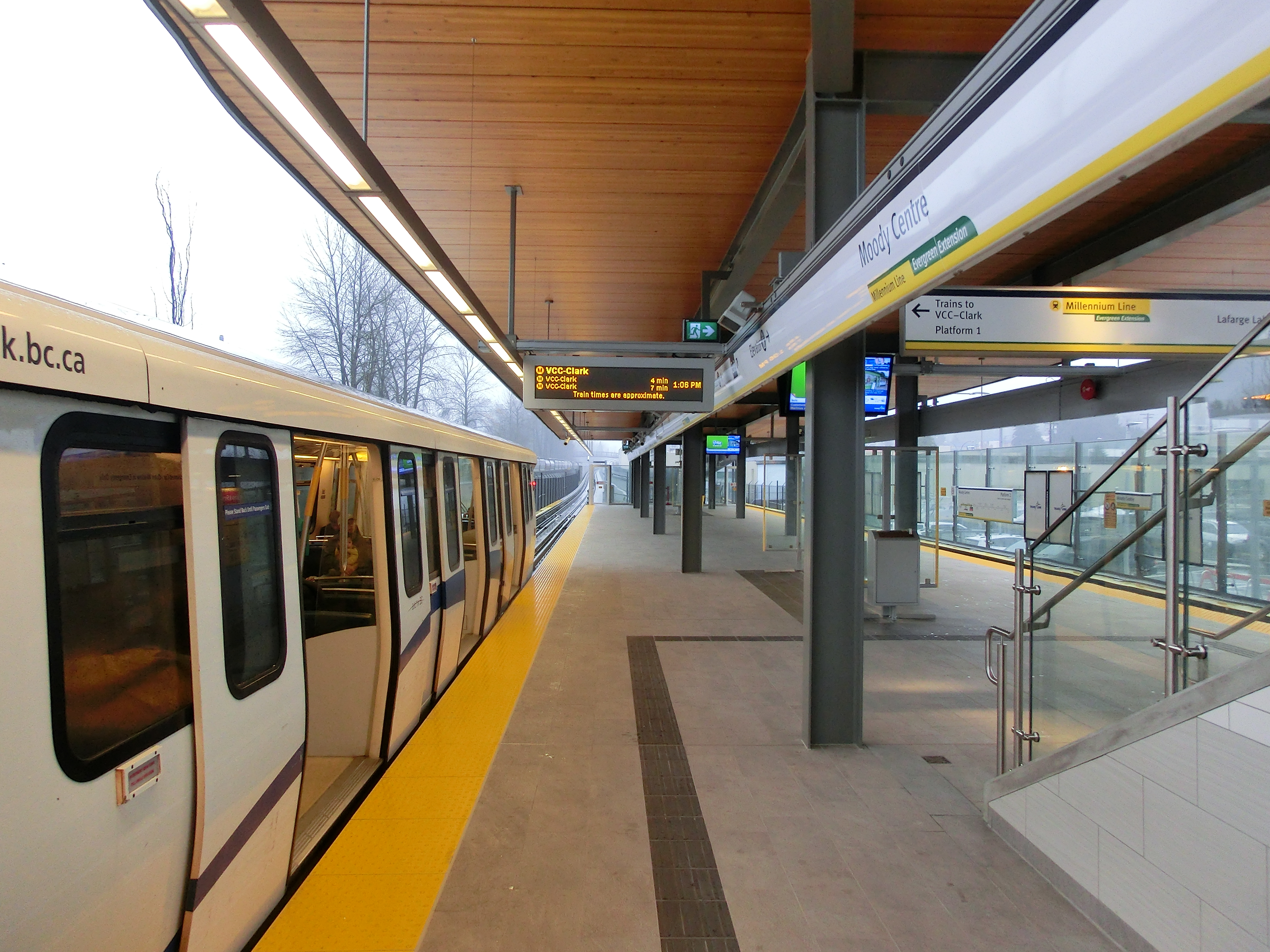
ムーディ・センター駅